# Le Terminus de l'horreur
Pour plus de détails, voir Fiche technique et Distribution.
Le Terminus de l'horreur (End of the Line) est un film d'horreur canadien réalisé par Maurice Devereaux, sorti en 2007.

## Synopsis
Un métro de nuit s'arrête dans un tunnel à la suite du déclenchement du signal d'alarme. Parmi les passagers se trouvent des membres d'un culte religieux recevant un texto leur demandant de tuer les non-croyants (mécréant) afin de sauver leurs âmes lorsque la fin du monde aura lieu plus tard dans la nuit. La poursuite s'engage à travers les tunnels mais la situation est-elle vraiment plus sûre en surface ? Et c'est impossible d’appeler le 911 car ils prennent le contrôle des lignes téléphoniques et des réseaux de portable et internet. Surtout ils prennent le contrôle des chaines de TV et de radio. Les survivants doivent combattre à mort ces fanatiques sanguinaires et les survivants seront tués un par un. A la fin les fanatiques suicident avec de la cyanure (possible Manipulation mentale) et laissent Viviane, Karen et Mike qui sont les seuls survivants.

## Fiche technique
- Titre original : Le Terminus de l'horreur
- Titre DVD France : End of the Line[1]
- Réalisation et scénario : Maurice Devereaux
- Montage : Maurice Devereaux
- Directeur de la photographie : Denis-Noel Mostert
- Effets spéciaux et maquillage : Adrien Morot
- Musique : Martin Gauthier
- Producteur : Maurice Devereaux
- Distribution : Anchor Bay Entertainment
- Pays d'origine : Canada
- Langue : Anglais
- Durée : 95 minutes
- Date de sortie : 
  -  Royaume-Uni : 28 avril 2007
  -  France : 25 janvier 2008
  -  Canada : 14 octobre 2008
- Interdit aux moins de 12 ans
- Genre : Horreur

## Distribution
- Ilona Elkin as Karen
- Nicolas Wright as Mike
- Neil Napier as Neil
- Emily Shelton as Julie
- Tim Rozon as John
- Nina Fillis as Sarah
- Joan McBride as Betty
- Danny Blanco Hall as Davis
- John Vamvas as Frankie
- Robin Wilcock as Patrick

## Distinctions

### Récompenses
- Austin Fantastic Fest 2007 : prix « Next Wave Special Jury Award » pour Maurice Devereaux.

### Nominations
- Fantasia Film Festival 2007 : 2e place du meilleur film européen/nord-américain pour Maurice Devereaux ;
- Fantagoria Chainsaw Awards 2010 : « Chainsaw Award » des meilleurs effets spéciaux/maquillage pour Adrien Morot.